# 我依然存在
《奮勇求生》（英語：I Am Alive）是一款由上海育碧設計的驚悚遊戲，接著由Ubisoft發佈。2012年3月7日時在Xbox Live Arcade中公開讓人付費下載，接著在4月4日在PlayStation Network（PSN）发布。
遊戲故事發生在一年後位於一個美國的虛構小鎮Haventon，一個末日的天災抹去了大部分人類的所有文明開發，使得少數人在有毒粉塵以及火山灰下的地球中勉強生活。 《我还活着》將會使的玩家看見地球遭遇毀滅的樣貌，而人類，成了最黑暗的代名詞。
《我还活着》原先由Darkworks从2008年開始開發，從直到2010年交给上海育碧。2年后才完成本作的开发。

## 遊戲劇情
發生重大災變的一年後，一個末日性的災難消滅了大多數人的文明開發，一位名為Adam的男子，嘗試著在Haventon小鎮中艱苦生存，他試圖與他的妻子Julie，以及他的女兒Mary，重新團聚。

## 遊戲內容
玩家將會以第三人稱視角來操控主角，而在武器瞄準狀態下時，會自動切換至第一人稱。
在面對敵意倖存者時，玩家有許多方式可以繼續生存，其中包括威嚇，如：拿著一把空槍指著一個敵意NPC玩家，或近距離使用柴刀給敵人一個驚喜速殺，甚至是技巧的使用弓暗殺對方。
該遊戲擁有攀爬以及探索的概要。玩家將會需要進一步探索已遭破壞的危險地區。任何動作都必須耗費體力，如跳躍或攀爬，適時的運用體力，成為主角生存的第二關鍵。
運用這些技巧，探索一些不同的路徑來取得糧食，或是幫助受傷以及需要被幫助的倖存者們，你將會有所回報。
遊玩時，需要在城市中尋找些許資源，範圍大到：礦泉水．食物．瓦斯．醫療用品．登山用具．工具．武器．香煙．彈藥等。
而這些東西可以用來拯救受害的倖存者，或是用來提供主角的體力以及生命值，試著拯救所有倖存者，或是任何支線任務劇情。

## 開發
遊戲首次公開製作於2008年7月，後來被大家得知是由《刺客教條》製作人婕德·雷蒙德正在製作該新遊戲，後來在2008年的E3展中，展示了遊戲的預告片。後期被知道 Raymond 並無打算投入心血在這遊戲上。開發時因各種因素而延遲，使的原開發商Darkworks，公開表揚停止長期工作於這款遊戲上，並且以其他理由說明，最後遊戲完成在上海育碧工作室。在 2009年8月，早期的遊戲截圖被洩漏於網際網路之中。一個消息從Ubisoft傳出，表示遊戲有可能從2010年4月第二季至2011年3月第二季之間發佈。 但日復一日，仍不見下落，直到 2011年6月 一個從澳大利亞的網站中得知遊戲可能會在 2011年夏季 釋出。
Ubisoft總裁Yves Guillemot說「自從2010年換了一個工作室，連遊戲也開始重新打造。」"Elias Toufexis 指出遊戲中有個主角被稱為Henry。2011年5月， Ubisoft 取消了一些遊戲的開發動作， 但是《我还活着》以及另外一項由Ubisoft命名的《Beyond Good & Evil 2》並沒有出現在Ubisoft的停止開發名單上。遊戲開發小組於2011年9月29日發佈新的預告片，並宣布將會於冬季發表。於2012年1月23日，開發者的Facebook發表遊戲將會於2012年3月7日釋出於Xbox 360上。

## 遊戲評價
| 汇总媒体     | 得分   |
| ------------ | ------ |
| GameRankings | 73.81% |
| Metacritic   | 72     |

| 媒体           | 得分   |
| -------------- | ------ |
| Edge           | 7/10   |
| Eurogamer      | 8/10   |
| Game Informer  | 8.5/10 |
| GamesRadar+    | 6/10   |
| GameSpot       | 8      |
| IGN            | 4.5    |
| 官方Xbox杂志   | 7.5/10 |
| VideoGamer.com | 7/10   |
| Destructoid    | 8.5/10 |
| UGO            | C-     |

本作在遊戲評論網站Metacritic在45個評分之中獲得了平均72分的分數。而在GameRankings網站中，本作則在26個評分之中得到了平均73.81個百分比的成績。網站GameSpot給予了遊戲8分，同時批評了在引人入勝的遊戲世界觀中某些元素過於非現實，而且在它們非常明顯。Eurogamer為遊戲評予同樣的8分，表示遊戲所缺乏的是原創性，但遊戲的其他設計則不錯，特別是遊戲色調以及整體遊戲設定。
部份評論者認為、此遊戲描繪在世界末日後資源貧乏的情況的設計很接近現實，而遊戲的抑鬱氣氛設計亦是很不錯的。
可是另一評論網站IGN則相反地給予4.5分的負面評分，表示遊戲的畫面質素參差，而且遊戲設定亦太差。

## 附註
1. ↑  Chris Remo. . Gamasutra. UBM TechWeb. 15 January 2010  [12 September 2011]. （原始内容存档于2012-11-13）.
2. ↑  . Steam.   [2016-10-19].
3. ↑  . IGN. IGN Entertainment. 2011-09-29  [2011-09-29]. （原始内容存档于2011-10-01）.
4. ↑  Nelson, Randy. . Joystiq. 2009-01-06  [2010-01-12]. （原始内容存档于2009-03-10）.
5. ↑  Magrino, Tom. . GameSpot. 2009-03-06  [2010-01-12]. （原始内容存档于2009-06-25）.
6. ↑  Nelson, Randy. . Joystiq. 2009-09-03  [2010-01-12]. （原始内容存档于2009-12-05）.
7. ↑  . 2011-06-29  [2011-06-29]. （原始内容存档于2011-07-01）.
8. ↑  Rose, Mike. . Gamasutra. 2011-02-01  [2011-02-01]. （原始内容存档于2019-07-26）.
9. ↑  Watts, Steve. . Shacknews. 2011-05-12  [2011-07-20]. （原始内容存档于2019-03-01）.
10. ↑  . Machinima.com. 2011-09-29  [2012-03-15]. （原始内容存档于2016-06-04）.
11. ↑  . 2012-01-23  [2012-03-15]. （原始内容存档于2015-11-05）.
12. 1 2  . GameRankings. CBS Interactive.   [March 11, 2012]. （原始内容存档于2019-12-09）.
13. 1 2  . Metacritic. CBS Interactive.   [March 11, 2012]. （原始内容存档于2020-09-06）.
14. 1 2  . Edge (杂志). Future Publishing.   [March 12, 2012]. （原始内容存档于2012-03-07）.
15. 1 2 3  . Eurogamer. Eurogamer.   [March 12, 2012]. （原始内容存档于2020-11-12）.
16. ↑  .   [2012-03-15]. （原始内容存档于2020-09-28）.
17. ↑  .   [2012-03-15]. （原始内容存档于2020-08-04）.
18. 1 2  .   [2012-03-15]. （原始内容存档于2019-06-14）.
19. 1 2  .   [2012-03-15]. （原始内容存档于2012-03-17）.
20. ↑  .   [2012-03-15]. （原始内容存档于2012-03-08）.
21. ↑  .   [2012-03-15]. （原始内容存档于2012-07-10）.
22. ↑  . Destructoid. Destructoid.   [March 12, 2012]. （原始内容存档于2020-09-29）.
23. ↑  .   [2012-03-19]. （原始内容存档于2012-03-09）.
24. ↑  . Console Monster. Console Monster.   [March 12, 2012]. （原始内容存档于2012-03-10）.